# László Horváth (pentatleta)
László Horváth (Csorna, 21 aprile 1946 – 3 luglio 2025) è stato un pentatleta ungherese.

## Biografia
László Horváth intraprese la carriera sportiva a 11 anni come nuotatore, venendo allenato da Pál Peterdi. A 15 anni stabilì il record ungherese di categoria nei 200 m farfalla, e a 18 anni passò al pentathlon, disciplina in cui nel 1972 si laureò campione nazionale in forza all'Újpesti Dózsa.
Come schermidore raggiunse la finale della più grande competizione internazionale di spada di quel periodo, la Tokaj Express tenutasi nel dicembre 1976, il chè gli consentì di posizionarsi al 4° posto tra i migliori schermidori del mondo.
Tra i maggiori traguardi sportivi da lui raggiunti vi furono una medaglia d'argento alle Olimpiadi di Mosca del 1980 e una medaglia d'argento e due di bronzo ai Campionati del mondo.
Dopo la carriera agonistica fu commissario tecnico della nazionale giovanile ungherese dal 1982 al 1989, poi gli venne affidata la guida della nazionale maggiore tra il 1989 e il 1991. Fu anche allenatore di triathlon e in questo ambito una delle sue allieve fu Erika Molnár.
László Horváth morì il 3 luglio 2025 all'età di 79 anni a causa di una malattia renale cronica.

## Palmarès
In carriera conseguì i seguenti risultati:
- Giochi olimpici:

Mosca 1980: argento nel pentathlon moderno a squadre.
- Mondiali:

Londra 1973: bronzo nel pentathlon moderno a squadre.
San Antonio 1977: bronzo nel pentathlon moderno a squadre.
Budapest 1979: argento nel pentathlon moderno a squadre.